# Гребний слалом на літніх Олімпійських іграх 2020 — каное-одиночки (чоловіки)
Змагання з гребного слалому на каное-одиночках серед чоловіків на літніх Олімпійських іграх 2016 відбулися 25 і 26 липня Слаломній трасі Касаї. У змаганнях взяли участь 18 спортсменів із 18 країн.

## Розклад
Вказано Японський стандартний час (UTC+9)
Змагання відбувались два дні поспіль.
| Дата                     | Час   | Раунд             |
| ------------------------ | ----- | ----------------- |
| Неділя, 25 липня 2021    | 13:00 | Попередні запливи |
| Понеділок, 26 липня 2021 | 14:00 | Півфінал Фінал    |

## Результати
| Місце | Bib | Каноеїст          | Країна                           | Попередні запливи | Попередні запливи | Попередні запливи | Попередні запливи | Попередні запливи | Попередні запливи | Півфінал   | Півфінал   | Півфінал   | Фінал      | Фінал      | Фінал      |
| Місце | Bib | Каноеїст          | Країна                           | 1-ша спроба       | Штр.              | 1-га спроба       | Штр.              | Кращий            | Місце             | Час        | Штр.       | Місце      | Час        | Штр.       | Місце      |
| ----- | --- | ----------------- | -------------------------------- | ----------------- | ----------------- | ----------------- | ----------------- | ----------------- | ----------------- | ---------- | ---------- | ---------- | ---------- | ---------- | ---------- |
| 1     | 3   | Беньямін Савшек   | Словенія (SLO)                   | 98.82             | 2                 | 105.87            | 4                 | 98.82             | 2                 | 104.26     | 2          | 5          | 98.25      | 0          | 1          |
| 2     | 8   | Лукаш Роган       | Чехія (CZE)                      | 103.98            | 2                 | 102.15            | 2                 | 102.15            | 8                 | 103.68     | 2          | 4          | 101.96     | 2          | 2          |
| 3     | 1   | Сідеріс Тасіадіс  | Німеччина (GER)                  | 100.69            | 0                 | 101.23            | 0                 | 100.69            | 6                 | 105.35     | 2          | 6          | 103.70     | 0          | 3          |
| 4     | 4   | Адам Берджесс     | Велика Британія (GBR)            | 99.82             | 0                 | 99.64             | 2                 | 99.64             | 3                 | 106.18     | 2          | 8          | 103.86     | 0          | 4          |
| 5     | 5   | Мартін Тома       | Франція (FRA)                    | 102.75            | 2                 | 102.83            | 4                 | 102.75            | 9                 | 100.65     | 0          | 1          | 104.98     | 0          | 5          |
| 6     | 2   | Матей Бенюш       | Словаччина (SVK)                 | 99.61             | 0                 | 96.89             | 0                 | 96.89             | 1                 | 106.40     | 2          | 9          | 105.60     | 2          | 6          |
| 7     | 14  | Закарі Локкен     | США (USA)                        | 99.74             | 0                 | 166.94            | 6                 | 99.74             | 4                 | 105.97     | 2          | 7          | 106.08     | 2          | 7          |
| 8     | 7   | Андер Елосегі     | Іспанія (ESP)                    | 103.78            | 4                 | 101.51            | 0                 | 101.51            | 7                 | 103.15     | 2          | 3          | 106.59     | 2          | 8          |
| 9     | 12  | Деніел Воткінс    | Австралія (AUS)                  | 158.43            | 54                | 103.07            | 2                 | 103.07            | 10                | 101.28     | 0          | 2          | 108.18     | 2          | 9          |
| 10    | 13  | Ханеда Такуя      | Японія (JPN)                     | 106.57            | 0                 | 105.15            | 2                 | 105.15            | 13                | 107.82     | 0          | 10         | 109.30     | 4          | 10         |
| 11    | 10  | Матія Маринич     | Хорватія (CRO)                   | 100.33            | 0                 | 101.66            | 2                 | 100.33            | 5                 | 109.94     | 2          | 11         | не пройшов | не пройшов | не пройшов |
| 12    | 17  | Олександр Кутиков | Казахстан (KAZ)                  | 109.95            | 2                 | 107.43            | 2                 | 107.43            | 15                | 110.23     | 2          | 12         | не пройшов | не пройшов | не пройшов |
| 13    | 9   | Томас Кехлін      | Швейцарія (SUI)                  | 105.66            | 4                 | 104.57            | 0                 | 104.57            | 12                | 111.20     | 6          | 13         | не пройшов | не пройшов | не пройшов |
| 14    | 6   | Гжегож Хедвіг     | Польща (POL)                     | 109.09            | 6                 | 105.95            | 4                 | 105.95            | 14                | 112.16     | 4          | 14         | не пройшов | не пройшов | не пройшов |
| 15    | 11  | Liam Jegou        | Ірландія (IRL)                   | 174.57            | 50                | 104.40            | 2                 | 104.40            | 11                | 208.39     | 100        | 15         | не пройшов | не пройшов | не пройшов |
| 16    | 15  | Кемерон Смедлі    | Канада (CAN)                     | 161.07            | 54                | 108.12            | 4                 | 108.12            | 16                | не пройшов | не пройшов | не пройшов | не пройшов | не пройшов | не пройшов |
| 17    | 16  | Жан-П'єр Борис    | Сенегал (SEN)                    | 111.16            | 2                 | 110.93            | 0                 | 110.93            | 17                | не пройшов | не пройшов | не пройшов | не пройшов | не пройшов | не пройшов |
| 18    | 18  | Павло Ейгель      | Олімпійський комітет Росії (ROC) | 119.60            | 4                 | DNS               | DNS               | 119.60            | 18                | не пройшов | не пройшов | не пройшов | не пройшов | не пройшов | не пройшов |